# Rosaliene Israël
Rosaliene Israël (Ophemert, 2 november 1977) is een Nederlandse predikant; zij is vanaf 2022 secretaris-generaal (predikant-scriba) van de Protestantse Kerk Amsterdam. 
Haar jeugd werd mede door de gereformeerde religie gevormd; haar ouders waren actief betrokken bij de kerk, haar moeder leidde de zondagsschool. De opvoeding startte in een vrijgevochten stijl, maar werd allengs orthodoxer.
Israël doorliep van 1990 tot 1996 het Lingecollege (gymnasium) in Tiel. Daarna startte ze een studie rechten aan de Rijksuniversiteit Utrecht. Die wisselde ze na een jaar in voor de studie theologie die ze van 1997 tot 2007 doorliep. Tijdens haar studie kreeg ze te maken met de behoudende stroming (geen vrouw als dominee) tot aan de Gereformeerde Bond, alhoewel er ook studenten waren die er geen enkel bezwaar tegen hadden. Aansluitend werd ze predikant in Landsmeer (2008-2012). Ze begon in 2012 met coachschappen, trainer en expert leefgemeenschappen, gevolgd vanaf 2016 door een studie naar leefgemeenschappen via de Protestantse Theologische Universiteit. Ze haalde haar kennis mede uit de praktijk, woonde met haar gezin twintig jaar in oecumenische leefgemeenschappen, waarvan een flink aantal jaren met opvang op De Wallen in Amsterdam-Centrum (2012-2018) (Oudezijds100). Mede door ziekte vertrok ze naar Amsterdam Zuidoost.
Vanaf 1 november 2018 is ze predikant-scriba van de Protestantse Kerk Amsterdam en heeft zitting in diverse overlegcircuits.